# マーメード (1995年のパチンコ機)
『マーメード』は、1995年2月にSANKYOが発売した、4分割された液晶画面表示が特徴のパチンコ機のシリーズ名。

## 概要
確率変動機能を搭載した権利物タイプ。水色の液晶画面を4分割表示している。
スタートチャッカーに玉が通過するとデジタルが回転、4つの画面の左上から順に時計まわりで停止していく。この時、7図柄が3つ以上停止するか、すべての画面に魚の図柄が出現するかで大当たりになる。
大当たり後は左肩にある電チューが約6秒開放し、その下にある役物の「V」ポケットに玉が乗れば権利獲得。後は、右打ちで権利（3回）を消化していく。1回目の権利終了後は確率変動に突入し、大当たり確率が1/300から1/30までアップする。

## スペック
- マーメードSP
  - 賞球数 7&15
  - 大当たり最高継続 16R
  - 大当たり確率 1/300

## 図柄
- 7
- 魚（上2画面に2種ずつ、下2画面1種ずつの計6種）

## 演出
リーチアクションはノーマルとスーパーリーチの2種類である。「チャンス」という掛け声とともにサウンドが変化し、デジタルがスロー回転になるのがノーマルリーチ。スーパーリーチは背景が水色から黄色に変わり、サウンドもサンバ調になる。このスーパーリーチに限っては、左下のデジタルが停止して大当たりになるケースのみに発生する。

## コンシューマ移植
- Victory-ZONEシリーズ(PlayStation用)
  - 『Victory-ZONE2』(ソニー・コンピュータエンタテインメント、1996年9月20日発売、SCPS-10025、JAN-4948872100250)にマーメードSPが収録。

## サウンドトラック
- 『ザ・パチンコ・ミュージック・フロム・SANKYO SPECIAL ～愛のパチパチロック～』 キングレコード、1996年2月21日。KICA-1173。
  - BGMが収録されている。